# Roda
Roda (nemško Roda) je naselje v Občini Škofiče v Okraju Celovec-dežela na Koroškem v Avstriji.